# Scott Molina
Pour les articles homonymes, voir Molina.
Scott Molina né le 29 février 1960 à Pittsburg aux États-Unis est un triathlète américain vainqueur de l'Ironman d'Hawaï en 1988.

## Biographie
Scott Molina naît à Pittsburg dans une famille de sept enfants. il devient triathlète professionnel entre 1982 et 1995. Il totalise 104 victoires sur le circuit professionnel dont les plus significatifs sont ses six titres de champion des États-Unis, son  titre de champion du monde d'Ironman en 1988, et les quarante six podiums en 2e et 3e place qu'il réalise pendant sa carrière. Sa plus mémorable victoire se situe en 1988 où il remporte l'Ironman d'Hawaï et devient champion du monde , le sommet de sa carrière coïncidant avec la fin de celle de Dave Scott et le début de celle de Mark Allen, tous deux sextuple vainqueurs de la compétition. Il participe et termine six fois l'épreuve, ce qui lui vaut le surnom de The Terminator. Vainqueur de l'Embrunman en 1991, il est le seul triathlète américain à remporter la mythique épreuve française.
Il fait partie des Big Four surnom que donne la presse spécialisée donne aux quatre triathlètes américains, Dave Scott, Marl Allen, Scott Molina et Scott Tinley.
Scott Molina épouse en 1990 la triathlète Erin Baker, championne du monde d'Ironman et multiple vainqueur de compétitions internationales. Ils résident à Christchurch en  Nouvelle-Zélande depuis 1994 et ont trois enfants Jennifer, Miguel et Tandia.

## Palmarès
Le tableau présente les résultats les plus significatifs (podium) obtenus sur le circuit national et international de triathlon depuis 1982,.
| Année | Compétition                                  | Pays       | Position | Temps            |
| ----- | -------------------------------------------- | ---------- | -------- | ---------------- |
| 1994  | Championnat des États-Unis                   | États-Unis |          | 1 h 49 min 28 s  |
| 1992  | Coupe du monde - l'étape d'Embrun            | France     |          | 2 h 22 min 15 s  |
| 1991  | Embrunman                                    | France     |          | 10 h 20 min 37 s |
| 1991  | Powerman Duathlon Zofingen                   | Suisse     |          | 6 h 20 min 24 s  |
| 1990  | Championnat des États-Unis                   | États-Unis |          | 1 h 38 min 1 s   |
| 1989  | Championnat des États-Unis                   | États-Unis |          | 1 h 48 min 4 s   |
| 1988  | Ironman - Championnat du monde à Kailua-Kona | États-Unis |          | 8 h 31 min 0 s   |
| 1988  | Triathlon International de Nice              | France     |          | 6 h 5 min 42 s   |
| 1986  | Triathlon International de Nice              | France     |          | 5 h 55 min 9 s   |
| 1986  | Championnat des États-Unis                   | États-Unis |          | 1 h 49 min 23 s  |
| 1985  | Championnat des États-Unis                   | États-Unis |          | 1 h 57 min 16 s  |
| 1984  | Championnat des États-Unis                   | États-Unis |          | 1 h 59 min 4 s   |
| 1984  | Ultraman Triathlon                           | États-Unis |          | 24 h 49 min 1 s  |
| 1983  | Triathlon International de Nice              | France     |          | 6 h 11 min 27 s  |
| 1983  | Championnat des États-Unis                   | États-Unis |          | 2 h 29 min 58 s  |
| 1982  | Triathlon International de Nice              | France     |          | 6 h 41 min 50 s  |